# 段家乡 (大荔县)
段家乡是中国陕西省渭南市大荔县下辖的一个乡。

## 行政区划
段家乡下辖以下行政区：
段家村、远志山村、李家垣村、白马村、打虎村、东高垣村、南郭村、垣雷村、三合村、雷宋村、北湾村、坊镇村、北至村、育红村、北连村、华城村、翟家村、似仙渠村、老君寨村、解放村